# Hiroshi Amano

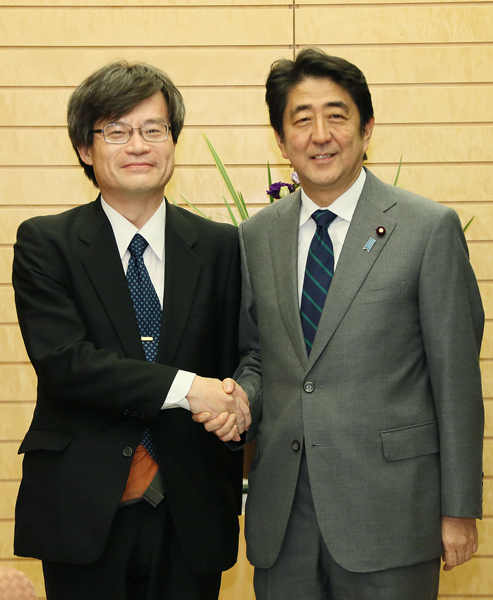
Con Shinzō Abe (presso la Residenza Ufficiale del Primo Ministro il 22 ottobre 2014)

Hiroshi Amano (Hamamatsu, 11 settembre 1960) è un fisico, ingegnere e ricercatore giapponese, Premio Nobel per la Fisica nel 2014, insieme a Isamu Akasaki e Shūji Nakamura “per l'invenzione di efficienti diodi emettitori di luce blu (LED) che ha sviluppato fonti di luce bianca luminosa e a risparmio energetico”.

## Onorificenze

### Onorificenze accademiche
Laurea honoris causa in Material Science and Nanotechnology

- Università degli studi di Milano-Bicocca, Italia, 7 aprile 2025